# El-Rei Seleuco
El-Rei Seleuco (escrito em 1545, impresso pela primeira vez em 1616) é uma peça de teatro de Luís Vaz de Camões.
Trata-se de um auto que satiriza a nobreza. A trama baseia-se na intenção do rei de desposar a mulher que o seu filho ama. A atribuição do El-Rei Seleuco a Camões, porém, é controversa. Sua existência não era conhecida até 1654, quando apareceu publicada na primeira parte das Rimas na edição de Craesbeeck, que não dá detalhes sobre a sua origem e teve poucos cuidados na edição do texto. A peça também diverge em vários aspectos das outras duas que sobreviveram, tais como em sua extensão, bem mais curta (um ato), na existência de um prólogo em prosa, e no tratamento menos profundo e menos erudito do tema amoroso. O tema, da complicada paixão de Antíoco, filho do rei Seleuco, por sua madrasta, a rainha Estratonice, foi tirado de um fato histórico da Antiguidade transmitido por Plutarco e repetido por Petrarca e pelo cancioneiro popular espanhol, trabalhando-o ao estilo de Gil Vicente.

## Estilo
É uma obra escrita em estrofes de cinco versos (quintilhas), com versos em forma de redondilha maior, e demonstra amplo domínio da língua portuguesa, mas também da espanhola, já que algumas personagens falam em espanhol, língua também corrente em Portugal na época.